# HD 2852
HD2852 є хімічно пекулярною зорею
спектрального класу
A5 й має видиму зоряну величину в
смузі V приблизно  8.6.
.

## Пекулярний хімічний вміст
Зоряна атмосфера HD2852 має підвищений вміст Eu.